# Laâtamna (Sraghna)
Laatamna est une commune rurale marocaine de la province d'El Kelaâ des Sraghna, dans la région de Marrakech-Safi.
Elle compte 10 110 habitants.